# Trees Lounge – Die Bar, in der sich alles dreht
Trees Lounge – Die Bar, in der sich alles dreht (Originaltitel: Trees Lounge) ist ein US-amerikanischer Independent-Film aus dem Jahr 1996 von Steve Buscemi, der hier erstmals als Drehbuchautor und Regisseur agiert, aber auch die Hauptrolle innehat. Er beschreibt das Leben einiger Gäste in einer New Yorker Vorort-Bar. Buscemi verarbeitet darin seine Erfahrungen rund um die ehemalige reale Bar Trees Lounge in Valley Stream (Hempstead (Town, New York)) und seiner dortigen Gäste. Die Handlung des, stellenweise humorigen, Films basiert auf der Betrachtung des selbstzerstörerischen Verhaltens der Charaktere.

## Handlung
Der Film folgt Tommy Basileo, einem Alkoholiker in den Dreißigern, und Stammgast einer Bar namens Trees Lounge. Sein Leben geriet in Unordnung, nachdem seine achtjährige Beziehung zu Theresa zerbrach und er zudem wegen einer Unterschlagung seinen Job als Automechaniker verlor. Manchmal lungert er noch vor der Tankstelle seines ehemaligen Arbeitgebers Rob herum, bei der auch sein Bruder Raymond (auch im wirklichen Leben Buscemis Bruder, der Schauspieler Michael Buscemi) arbeitet.
Sein Onkel Al stirbt in seinem Eisverkaufswagen und während der anschließenden Trauerfeier schnupfen Tommy, sein Bruder und Cousins einiges an Kokain. Anschließend nimmt Tommy alle mit in das Trees Lounge und sie trinken dort weiter. Es kommt zu einer Kneipenschlägerei mit einem der Stammgäste. Anschließend fahren Tommy und der in die Schlägerei involvierte Stammgast Mike, nachdem sie in einem Spätverkauf noch etwas Bier gekauft haben, durch die Nacht und Tommy erzählt Mike von seiner Unterschlagung und Kündigung. Auch ob Rob, als ihr neuer Partner, die schwangere Theresa gut behandelt. Zumal es für einige Beteiligte, aber auch dem Zuschauer, nicht klar wird, ob das Kind von Tommy oder von Rob ist.
Zwei Möbelpacker (einer davon gespielt von Samuel L. Jackson) der Möbelspedition gegenüber der Bar betreten das Trees Lounge, um einen Drink zu sich zu nehmen und sind überrascht ihren Boss Mike dort zu sehen. Tommy realisiert, dass sein Trinkkumpel Mike der Besitzer einer Flotte von Umzugs-LKW ist, und bewirbt sich sogleich auf eine Stelle als Packer oder Mechaniker. Mike enttäuscht ihn aber, da er keinen weiteren Angestellten mehr benötigt.
Tommy übernimmt den Eiswagen von Onkel Al und ist konsterniert, weil die Kinder (zunächst) nichts von ihm kaufen wollen. Theresas Schwester, die 17-jährige Debbie, beginnt auf seinen Runden durch das Viertel mitzufahren. Sie ist in Flirtlaune und erzählt Tommy von einem Traum, den sie kürzlich von ihm hatte.
Ein Running Gag des Films ist ein kleiner Junge, der mehrfach vergeblich versucht ein Eis zu kaufen, aber jedes Mal scheitert. Entweder weil der Eismann vor seinen Augen stirbt (Onkel Al) oder sein Nachfolger Tommy ihn übersieht, bzw. ein anderes privates Ziel hat.
Mike wird von seiner Ehefrau und seiner siebenjährigen Tochter verlassen, da er zu viel Zeit mit Trinken verbringt. Als sie ein Treffen vereinbaren, eröffnet sie ihm zu seinem Entsetzen, dass sie mit ihrer gemeinsamen Tochter in eine andere Stadt oder weit aufs Land ziehen möchte.
Debbie und ihre Freundin Kelly sitzen im Trees Lounge. Debbie kann ihr, für einen Baraufenthalt (in den USA) notwendiges, Alter von 21 Jahren nicht verifizieren und Kelly behauptet, dass sie für Debbies korrektes Alter bürgen kann. Somit fliegen sie beide aus der Bar und Mike nimmt sie zusammen mit Tommy zu sich in seine Wohnung, um dort ein wenig weiter zu trinken und auch zu tanzen. Als Mikes Telefon klingelt, wirft er seine Besucher barsch raus, um den lange ersehnten Telefonanruf seiner Frau ungestört entgegenzunehmen. Er fleht seine Frau an zurückzukommen und er verspricht sich zu ändern.
Tommy und Debbie ziehen weiter zu Tommys Appartement, welches sich über der Bar befindet und diskutieren darüber, warum Tommy keine echten Freunde habe. Sie kommen sich näher und verbringen schließlich die ganze Nacht zusammen. Als Tommy sie am Morgen zu Hause abgesetzt hat, läuft er kurz darauf in die Arme von Debbies Vater Jerry. Dieser fuhr, nachdem er erfahren hatte, dass seine Tochter nicht wie geplant bei Kelly übernachtet hat, verzweifelt umher, um sie zu suchen. Er fragt nun Tommy, ob er sie gesehen habe. Tommy spielt den Unschuldigen und verneint sie nach ihrem abendlichen Aufenthalt im Trees Lounge noch mal gesehen zu haben.
Jedoch findet Jerry einige Zeit später die Wahrheit heraus und jagt Tommy quer über einen Baseballplatz, schlägt ihn mit einem Baseballschläger nieder und zertrümmert den Eiswagen.
Theresa hat gerade von ihrem Kind entbunden, da besucht sie Tommy, mit lädierter Stirn, in der Klinik. Er entschuldigt sich dafür, wie er sie behandelt hat, als sie zusammen waren, und sagt, dass er am Ende ist und hofft, dass ihre Beziehung noch einmal auflebt und er für das Baby sorgen würde, auch wenn es nicht von ihm sei.
Theresa teilt ihm sanft mit, dass sie daran kein Interesse hat und nun mit Rob zusammen ist, der auch jeden Moment in die Klinik kommen würde.
Tommy kehrt in das Trees Lounge zurück und erfährt, dass einer der älteren Stammgäste (Bill), ein meist vor sich hin starrender Alkoholiker, dessen traurige Reste seines Lebens sich nur noch auf seinem Stamm-Barhocker und in seiner kleinen Wohnung abspielten, kollabiert ist und sich nun im Krankenhaus befindet. Die Barfrau und die Gäste debattieren, wer ihn nun dort besucht und nachschaut wie es ihm geht. Einer erklärt sich zögerlich bereit, aber erst, wie er sagt, nachdem er ausgetrunken hat.
Der Film endet mit der Erkenntnis, dass wohl niemand aufstehen und ins Krankenhaus fahren würde und alle einfach weitertrinken werden.
Tommy starrt in einer langen letzten Einstellung auf sein Glas und realisiert – sitzend auf Bills Hocker – wer er nun ist und was aus ihm wurde.

## Hintergrund
Das Budget des Films betrug 1,3 Millionen Dollar.
Drehorte waren Glendale in Queens, Brooklyn und Valley Stream in (Hempstead (Town, New York)).
Die Bar „Trees Lounge“ in Valley Stream gab es vor der Erstellung des Films tatsächlich.
Steve Buscemi hat früher selber mal in einer Tankstelle gearbeitet und war Eiswagenverkäufer.
Das Filmdebüt als Drehbuchschreiber, Regisseur und die schauspielerische Umsetzung beeindruckte den Erfinder der Serie Die Sopranos, David Chase so sehr, dass er Buscemi engagierte, bei einer Folge seiner Serie Regie zu führen (Folge 37: Pine Barrens), und später, ab der 5. Staffel, besetzte er die Rolle des Tony Blundetto mit Buscemi, die dieser in 16 Folgen von 2002 bis 2006 innehatte.

## Rezeption

### Kritik
Auf Rotten Tomatoes erhielt der Film 81 % positive Wertungen der Kritiker.

„Unprätentiös und ohne den skurrilen Witz seiner sonstigen Rollen zeichnet Buscemi das ehrliche Porträt des orientierungslosen Tommy, einem Dauergast in der Bar "Trees Lounge', der nicht als Loser geboren wurde, sondern der schlicht mehr Probleme hat, als er bewältigen kann. Buscemi spielt ihn zwar als einen ewigen Verlierer, als Regisseur, Autor und Darsteller ist er hier aber der definitive Gewinner.“

„Steve Buscemi, der Schauspieler, ohne den nahezu kein zeitgenössischer Independent-Film auskommt, gibt mit “Trees Lounge” sein Regiedebüt: Angelegt als sorgfältige Charakterstudie eines charmanten Trinkers und Taugenichts’ wirft der Film ein helles, doch warmes Licht auf das Leben im Vorort-Milieu der New Yorker Arbeiterklasse.“

### Auszeichnungen
Trees Lounge wurde bei den Independent Spirit Awards 1997 nominiert als bestes Filmdebüt und bester Film (zusammen mit den Produzenten Brad Wyman und Chris Hanley), gewannen allerdings nicht.